# Erilaz

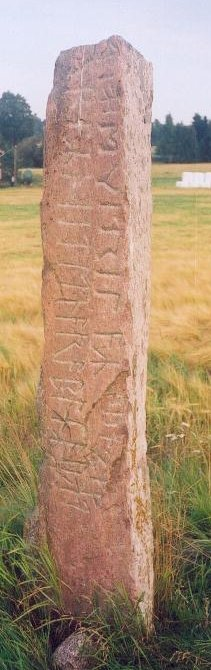
Ярсбергский рунический камень с утверждением: ek erilaz. VI век.

Erilaz — т. н. «праскандинавское» слово, использовавшееся в период переселения народов в различных надписях, т. н. «старшим рунами» (Футарк или Утарк), часто переводимое как «волшебник» или «повелитель рун» («рунмастер»), то есть тот, кто мог составлять руноскрипты, обладающие неким магическим эффектом. Другая интерпретация предполагает, что слово прародитель слова «Ярл», и является военным титулом. 

## История
Руническая форма erilaz употреблялось в период с III по V век н. э. Как правило, слово лингвистически связывают с племенем герулов, так как в латинских текстах, начиная с середины III века, это племя упоминается в форме heruli, а в греческих — eruloi. Между тем Бернард Мис показал, что слово является аблаутной формой англосаксонского слова eorl и производным от *erōn — «тот, кто сражается», то есть воин. Таким образом, слово могло означать военный титул или воинскую элиту, что, однако может и не противоречить первому предположению.

## Надписи
- Слово «Erilaz» написано на костяном изделии (Линдхолмском амулете[англ.]), найденном в Сконе и датируемое между II по IV веком н. э.
- Руническая надпись (Крагехул I[англ.]) на древке копья, найденном на острове Фюн, представляет: «ekerilazasugisalasmuhahaitegagagaginuga …». Рунологи переводят надпись как: «Я, Эрилаз Асугисалаза, — называемый Муха». По их мнению, слово «Асугисалаза» (asugisalas) состоит из «ansu—», то есть «бог, ас» и «—gisala», то есть «потомок». Слово «Муха» интерпретируют как имя собственное или прозвище. Руническая надпись «gagaga», по мнению рунологов, вероятно является боевым кличем и представляет собой три т. н. связанные руны, состоящие из рун Гебо () и Ансуз () или представляют собой одну из т. н. «шатровых» рун. Аналогичная последовательность gægogæ встречается на брактеате V века из Ундлей[англ.].
- На брактеатах Eskatorp-F и Väsby-F есть надпись: e[k]erilaz = «Я Герул». Тоже написано и на Братсбергской пряжке. На By (N KJ71 U) надпись: ekirilaz; на Rosseland (N KJ69 U): ekwagigazerilaz.
- На Этелхеймской пряжке написано: «mkmrlawrta». Рунологами надпись интерпретируется: «эк эрла врта», то есть «Я, Эрла, написал это». Руны Йера () и Эйваз () схожи по начертанию и сближаются по смылу.